# NGC 185
NGC 185（Caldwell 18）は、カシオペヤ座の方向の208万光年の位置にある矮小楕円銀河である。有名なアンドロメダ銀河の伴銀河で、1787年11月30日にウィリアム・ハーシェルにより発見された。他の矮小楕円銀河とは異なり、NGC 185には若い星団も含まれ、最近まで低い割合で星形成が進んでいた。NGC 185は活動銀河で、2型のセイファート銀河に分類される。